# جراحة الأذن الوسطى

الأذن الوسطى

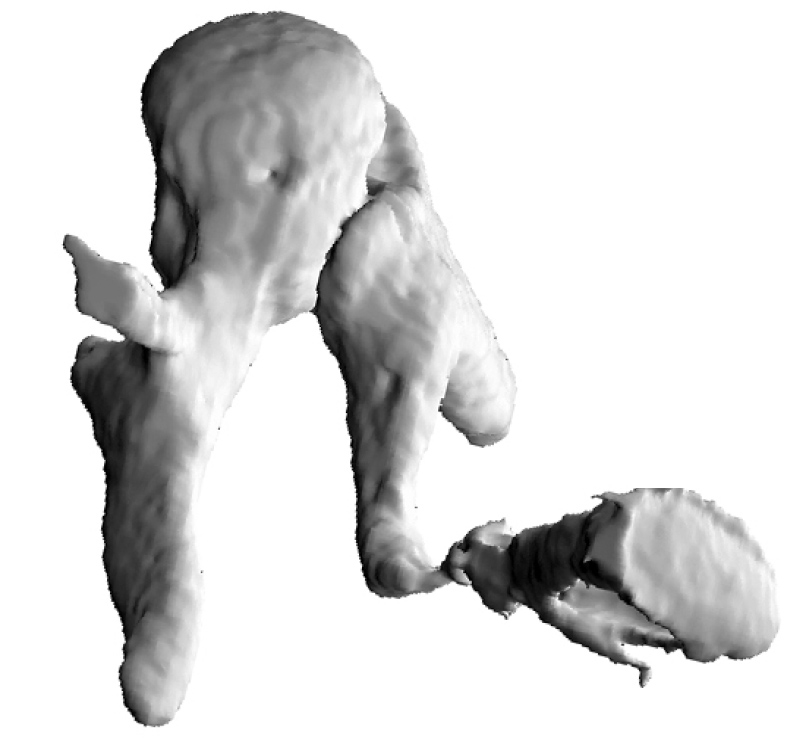
عظام الأذن الوسطى

جراحة الأذن الوسطى، هي الجراحات التي تجرى على الأذن الوسطى، وهي قد تُجرى من خلف الأذن أو عبر ممر الأذن الخارجي. تكون جراحة الأذن الوسطى إما عملية مغلقة يتم فيها الحفاظ على الممر العظمي أو عملية مفتوحة يتم فيها فتح الممر العظمي.

## أنواع عمليات الأذن
هناك عمليات خلف الأذن وعمليات عبر ممر الأذن الخارجي.

## الأورام

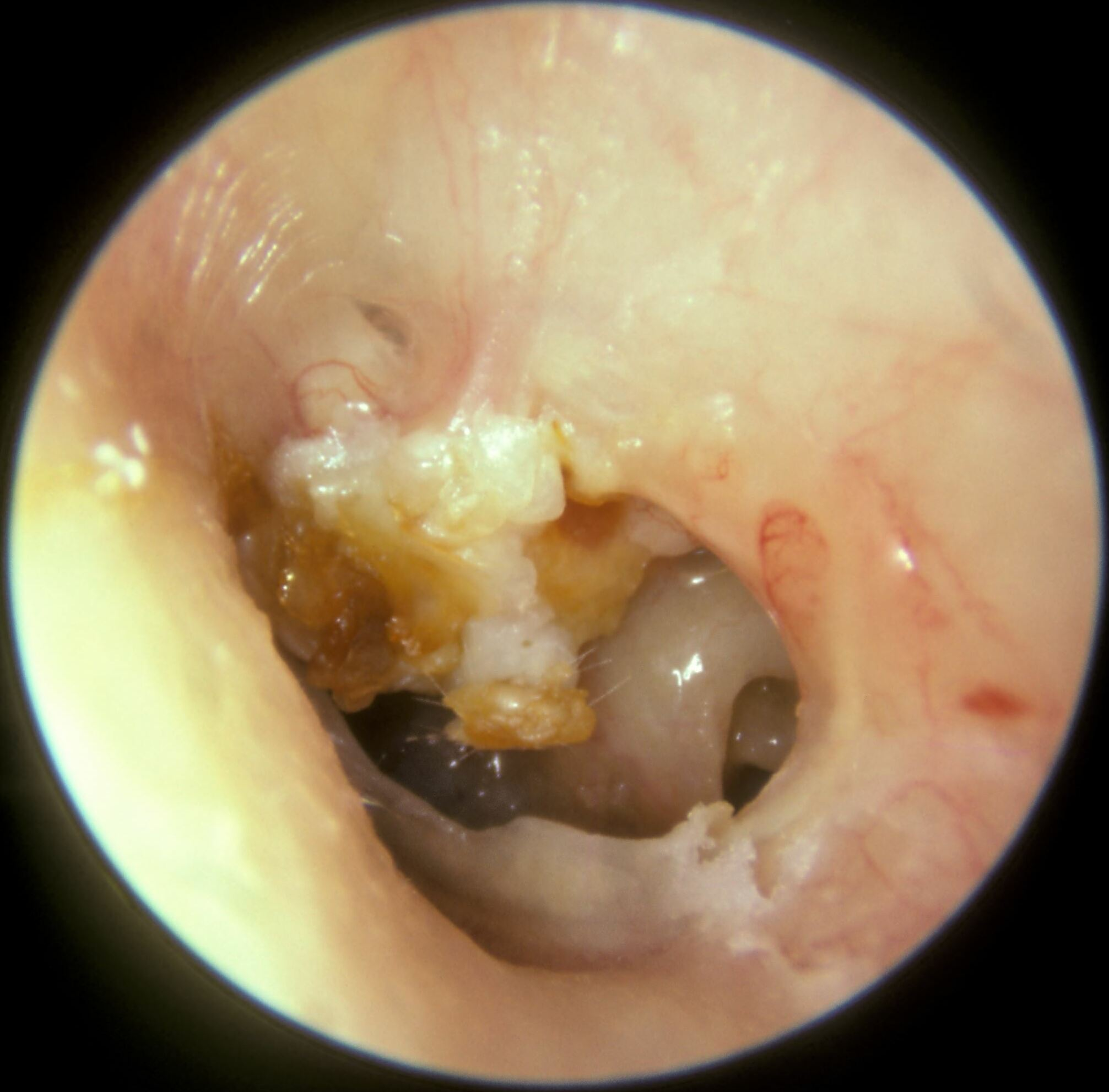
"ورم كوليسترولي" Cholesteatoma في الأذن الوسطى

إن وُجد الورم الجلدي المسمى «ورم كوليسترولي» (بالإنجليزية: Cholesteatoma)‏، فيجب استئصاله تماما إذ أن ترك جزء منه سيؤدي إلى عودة نموه مرة أخرى مسببا المزيد من التلف.

## العمليات المغلقة والمفتوحة
هناك عمليات يتم فيها الحفاظ على الممر العظمي (تسمى عملية مغلقة) وعملية فيها فتح للممر العظمي (تسمى عملية مفتوحة).

## عمليات تحسين السمع
عملية تحسين طبلة الاذن (بالإنجليزية: Tympanoplasty)‏  هي عملية تجرى على عظام الأذن الوسطى وطبلة الأذن لتحسين السمع ولمنع دخول البكتيريا والجراثيم المرضية من الأذن الخارجية إلى الأذن الوسطى. 
يمكن غلق الثقب الذي في طبلة الأذن بطرق مختلفة، مثلا باستعمال غشاء من العضلة الصدغية (بالإنجليزية: Temporal muscle)‏ أو نسيج من إنسان آخر.
لتبديل عظام الأذن الوسطى، تستعمل عظام طبيعية أو عظام صناعية (من السيراميك مثلا).

## عمليات تنظيف الأذن
الهدف من عمليات تنظيف الأذن هو تنظيف الأذن من النسيج الملتهب والعظم الملتهب والكتلة الجلدية التي تتكون مثل الورم. تكون العملية حسب كمية وانتشار الالتهاب.
العمليات الجراحية التي تجرى على الأذن الوسطى يكون الهدف منها:
1. تنظيف الأذن.
2. تحسين السمع.
3. تنظيف الأذن وتحسين السمع معاً.

## المصدر
- http://sprojects.mmi.mcgill.ca/oto3d/middle_ear.html